# Consuelo Rodríguez
Consuelo de Fátima Rodríguez Píriz (Olivença, 1960 – Badajoz, 22 de fevereiro de 2021) foi uma política espanhola do Partido Popular.

## Biografia
Rodríguez nasceu em Olivença em 1960, província de Badajoz, formou-se em Psicologia pela Universidade de Granada e obteve o diploma em Audição e Linguagem pela Universidade da Estremadura. Entre 1999 e 2011 foi vereadora de Badajoz, ocupando os departamentos de Cultura, Feiras e Festivais. Nas eleições regionais da Estremadura de 2011 foi eleita deputada da Assembleia da Estremadura, cargo que ocupou até à sua morte. Ela também foi a primeira vice-presidente da Câmara Autónoma entre 2011 e 2015.
No final de janeiro de 2021, ela foi internada no Hospital Universitário de Badajoz afectada pelo COVID-19 durante a pandemia do COVID-19 na Espanha. Ela faleceu três semanas depois, em 22 de fevereiro, aos 60 anos, sendo a primeira legisladora espanhola em exercício a morrer do vírus.